# 犯行期
「犯行期」（はんこうき）は、ナイトメアのインディーズでのシングル。2001年10月21日発売。発売元は、Speed-disk。

## 概要
- 1stプレス、2ndプレスともに完売し、現在入手は困難。
- 1stプレスは2001年10月21日に1000枚限定で生産販売された。
- 2ndプレスは2001年10月21日に2000枚限定で生産発売された。

## 収録曲
1. 自傷（少年テロリスト）
  - 作詞：YOMI、瑠樺作曲：咲人
2. 「勿忘草」〜Kの葬列〜
  - 作詞・作曲：瑠樺
3. 星に願いを・・・
  - 作詞：YOMI、作曲：咲人

## 収録作品
| 発売日         | タイトル                                                                        | 規格品番              |
| -------------- | ------------------------------------------------------------------------------- | --------------------- |
| 2003年04月21日 | ベストアルバム『ジャイアニズム〜お前の物は俺の物〜』(#1)                        | SDR-48                |
| 2003年05月21日 | ベストアルバム『ジャイアニズム〜俺の物は俺の物〜』(#2,3)                        | SDR-50                |
| 2005年03月16日 | DVD『TOUR CPU 2004GHz ～LIVE at NAKANO SUNPLAZA～』(#1)                         | CRBP-10031            |
| 2005年12月21日 | DVD『天下大暴走』(#1)                                                           | CRBP-10037            |
| 2007年01月01日 | DVD『TOUR 2006 【ジャイアニズム痛】 @NHK HALL』(#2)                             | VPBQ-19033            |
| 2008年03月12日 | DVD『極東シンフォニー ～the Five Stars Night～@BUDOKAN』(#1)                    | VPBQ-19048 VPBQ-19049 |
| 2010年01月01日 | ベストアルバム『GIANIZM』(#1[再録])                                             | VPCC-80646 VPCC-81654 |
| 2010年08月25日 | DVD/CD『NIGHTMARE 10th anniversary special act vol.1 GIANIZM ～天魔覆滅～』(#1) | VPBQ-19065 VPCC-81660 |
| 2016年03月23日 | ベストアルバム『best tracks 2000-2005 ［ćlowns］』(#1)                          | YICQ-10373            |